# Zooropa (album)
Albums de U2
Achtung Baby
(1991) Melon
(1995)
Singles
1. Numb
Sortie : juin 1993
2. Lemon
Sortie : septembre 1993
3. Stay (Faraway, So Close!)
Sortie : novembre 1993

Zooropa est le huitième album studio du groupe de rock irlandais U2 sorti le 5 juillet 1993, sous le label Island Records. Il est produit par Flood, Brian Eno et The Edge et enregistré par Flood et Robbie Adams. Le mixage est également l'œuvre de ces deux derniers. U2 a conçu cet album lors des quelques semaines de repos au milieu de la tournée Zoo TV, entre février et mai 1993, dans trois studios différents de Dublin : The Factory, Windmill Lane Studios et Westland studios. Dix morceaux composent ce disque, pour une durée d'écoute de 51 minutes environ.
Aventureux brassage de techno et de synthpop, Zooropa voit U2 pousser encore plus loin les expérimentations commencées sur Achtung Baby en 1991. L'opus troque les puissantes bravades et les riffs taillés pour les stades contre des paroles introspectives, des rythmes plus funky et une production dense, à la fois hip-hop et industrielle. Les thèmes de l'album sont la technologie, les médias et les arts. Comme le dit Paul McGuinness, le manager de U2, à la sortie du disque : « Si Achtung Baby était l’entrée, il était temps de présenter à notre public notre plat principal, plus expérimental et ésotérique : Zooropa ». Dans l’autobiographie du groupe, U2 by U2, le bassiste Adam Clayton le décrit comme « un disque étrange » mais avoue aussi qu’il s’agit d’un de ses préférés.
Trois singles ont servi de promotion à cet album : Numb qui met en avant le guitariste The Edge, Lemon et Stay (Faraway, So Close!), également présent sur la bande originale du film Si loin, si proche ! de Wim Wenders. Le disque a été no 1 à sa sortie aux États-Unis et au Royaume-Uni et dans d'autres pays au monde. Il a reçu d'assez bonnes critiques de la presse, dont un 4 étoiles/5 par le magazine Rolling Stone. Zooropa a obtenu également le prix du « meilleur album de musique alternative » à la 36e cérémonie des Grammy Awards à New York, le 1er mars 1994. Il s'est vendu à 8 millions d'exemplaires dans le monde depuis sa parution. Bien que Zooropa ait été un succès et que les journalistes musicaux le considèrent comme l’une des œuvres les plus créatives de U2, le groupe le considère avec des sentiments mitigés.

## Historique

### Contexte
Fin 1992, U2 connaît un succès important. Leur album Achtung Baby, s'est déjà vendu à 11 millions d'exemplaires et les cinq singles promotionnels à près de 2 millions. Avec ce disque, U2 a regagné aussi la faveur de la critique, après le « demi-échec » de Rattle and Hum. De nombreuses stars comme Madonna, Axl Rose ou Mick Jagger vont les voir jouer lors du  Zoo TV Tour, qui attire les foules en Europe et en Amérique du Nord de février à novembre 1992. La tournée marque ensuite une pause jusqu'au printemps 1993.
Côté people, U2 s'immisce dans le milieu de la mode, en plein boom à l'époque. Bono en "The Fly" fait la une du magazine Vogue avec Christy Turlington et le bassiste Adam Clayton sort avec Naomi Campbell. Ce dernier et le batteur Larry Mullen Junior se joignent ensuite le 20 janvier 1993, à Michael Stipe et Mike Mills de R.E.M. pour interpréter One, à Washington, lors du bal d'inauguration Rock & Roll 1993 de MTV organisé en l'honneur du président américain Bill Clinton.
Plutôt que d'utiliser le temps pour se reposer jusqu'à la reprise de la tournée Zoo TV, Bono et The Edge, motivés, décident d'enregistrer du nouveau matériel. En février, rejoints par Adam Clayton et Larry Mullen Junior, ils se rendent au studio Factory à Dublin. L'objectif initial est d'enregistrer un single, puis finalement un maxi de quatre chansons destiné en partie aux dancefloors. « Un truc pour les fans », selon The Edge. Mais, par la volonté de Bono, le projet va encore grossir et d'autres titres vont être écrits. La finition de ce qui adviendra le huitième album de U2 se fera en mai alors que le groupe est en tournée. Les dernières chansons étant enregistrées souvent à la suite d'escapades aériennes au pays, entre deux shows européens.

### Enregistrement
Zooropa est conçu dans trois studios de Dublin entre février et mai 1993. En l'absence de Daniel Lanois, présent pourtant sur le précédent opus mais trop occupé à enregistrer son album solo, les producteurs sont Brian Eno, Flood et The Edge pour la toute première fois. « Je dirais que j’ai assumé un niveau de responsabilité que je n’avais pas sur les disques précédents, » a déclaré le guitariste à Rolling Stone en 1993. « Ça signifiait aussi bien participer aux sessions d’écriture avec Bono – être l’avocat du diable, lui renvoyer la balle – que désosser complètement certaines compositions. En règle générale, se faire plus de soucis que tout le monde. » La passion de The Edge pour des groupes comme Massive Attack, Young Disciples et Sounds of Blackness l’ont inspiré à utiliser les boucles et les riffs hip-hop comme instruments plutôt que comme simples outils d’écriture. « Il expérimentait et U2 était son cobaye, » complètera Larry Mullen Junior » dans un entretien en 2006. 

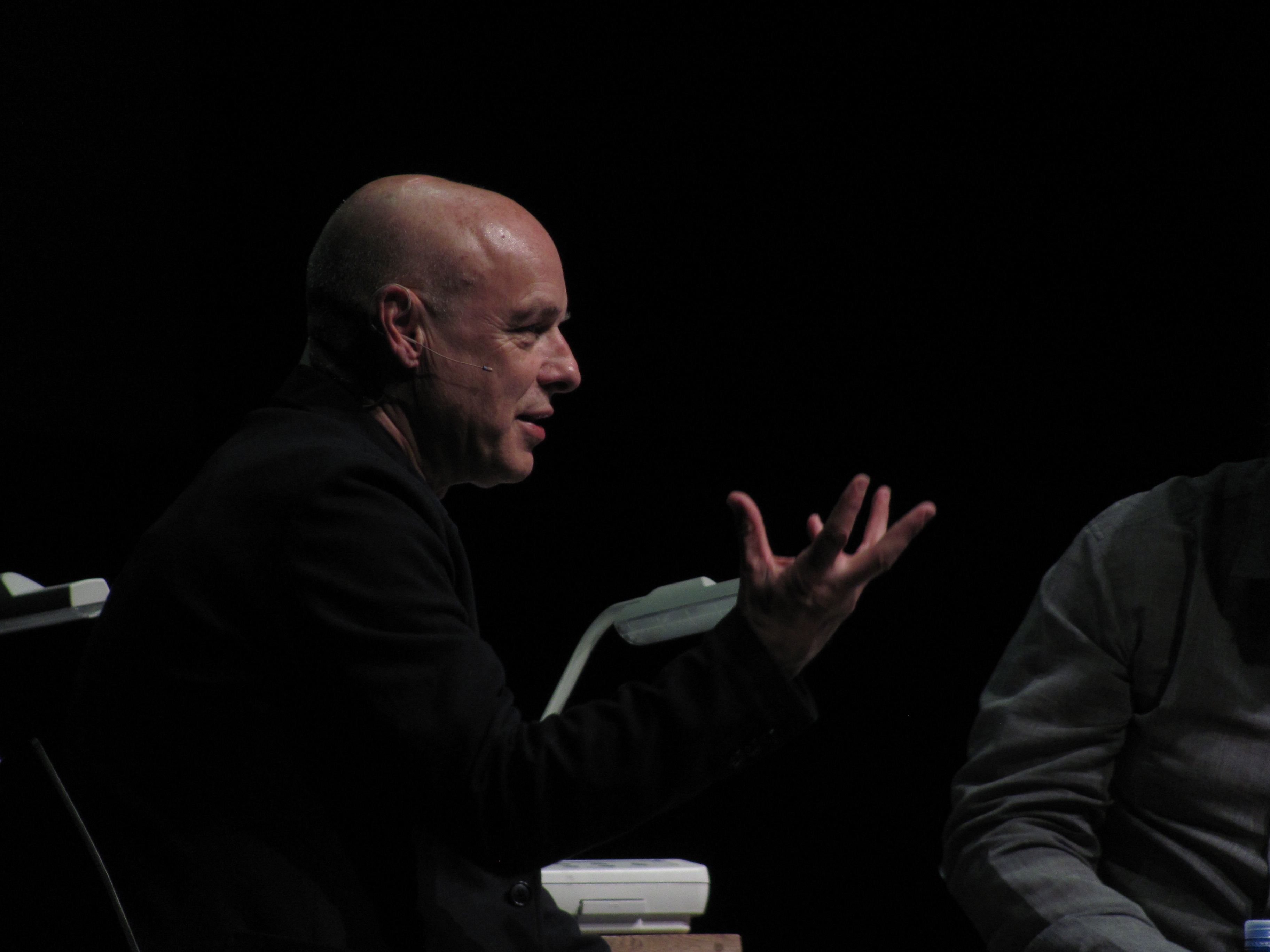
Brian Eno, producteur de Zooropa au côté de Flood et de The Edge.

L'objectif du groupe sur ce disque est d'être bref, intense, inattendu et profiter de l'ébullition créative de Zoo TV. Travailler un nouvel album en plein milieu d'une tournée a été pour Bono une expérience inédite et excitante. Il racontera au magazine Hot Press : « C'était fou, on rentrait à Dublin à 4 heures du matin, on travaillait jusqu'à 8, on dormait jusqu'à midi, et puis on repartait sur la tournée. Donc quelques trucs en ont souffert, mais le disque est doté d'une bonne énergie cinétique. » The Edge poursuit : « On n'a pas eu l'occasion de traîner ou de se remettre en question. À cause du problème de temps, on a dû foncer. » « De la folie, mais dans le bon sens du terme » complète Larry Mullen Junior dans l'autobiographie du groupe U2 by U2.
Vu les délais, l'aide de Brian Eno  - qui est venu avec une foule d'idées différentes pour faire avancer les choses - et de Flood s'est avérée précieuse pour le groupe. C'est ainsi que le plus intéressant de Zooropa est sorti de l'improvisation (la chanson-titre, Lemon, Dirty Day, The Wanderer), à laquelle Brian Eno a fait appel. Il a toujours été dans la nature de ce dernier d’explorer les limites extérieures. Le reste du disque étant des fragments des sessions de Achtung Baby qui ont été retravaillés (Numb, Stay (Faraway, So Close!)). Selon Flood, l'album est « juste un énorme effort d’équipe ». C'est ajoute-t-il, « un disque tellement expérimental que c'est courageux de la part d'un groupe à ce stade de leur carrière de faire quelque chose comme ça ». Flood pense que le morceau de l'album qui lui ressemble le plus est Daddy's Gonna Pay For Your Crashed Car et le plus "Eno" est The Wanderer.
L'autre personnage clé, mais oublié, de la réalisation de Zooropa, est l'Irlandais Robbie Adams. Ingénieur assistant sur Achtung Baby, ce dernier a participé aux balances de Zoo TV et en a profité pour tout enregistrer et faire des morceaux les plus intéressants des boucles, que le groupe a transformé en démos. « U2 n’utilise pas de boucles tirées de disques d’autres artistes » , a déclaré Robbie Adams au magazine britannique Sound on Sound en 1994. « Alors, j’ai fait des boucles de Larry à la batterie. Cela a très bien fonctionné et plusieurs boucles se sont retrouvées sur le disque. » Cette approche constitue un véritable changement – les riffs de guitare ne sont pas aussi importants sur Zooropa – et correspond intentionnellement au thème de l’expression audiovisuelle de Zoo TV.
L'enregistrement de l'album prend fin aux studios Windmill Lane le 14 mai 1993, alors que Flood et Eno sont déjà partis sur d'autres projets. Sur vingt chansons écrites, U2 décide d'en garder dix. Quatre morceaux inachevés sont laissés de côté et seront retravaillés pour des publications futures, à savoir  Hold Me, Thrill Me, Kiss Me, Kill Me pour la bande originale de Batman Forever en 1995, mais surtout If God Will Send His Angels, If You Wear That Velvet Dress et Wake Up Dead Man pour le disque suivant Pop qui paraîtra en 1997.
Précédé du single Numb envoyé en éclaireur un mois avant, Zooropa décrit par Brian Eno comme « rapide et sale », sort dans les bacs le 5 juillet 1993. Pour la maison de disques Polygram, c'est un don du ciel, car ils n'attendaient pas d'album de U2 avant quelques années. Il provoque une petite révolution et laisse certains fans béats, devant les nouvelles compositions des Irlandais.

## Caractéristiques artistiques

### Analyse du contenu
Produit par Flood, Brian Eno et The Edge, Zooropa - contraction du Zoo TV et d'Europa pour Europe - est composé de 10 morceaux et sa durée d'écoute dépasse légèrement les 51 minutes. C'est une sorte d'ovni musical dans la carrière de U2 qui ne poussera jamais aussi loin sa remise en question. Inspiré de l'univers cyberpunk de William Gibson, l'album poursuit en les accentuant les expérimentations amorcées dans Achtung Baby. Les guitares encore très présentes dans ce dernier disque, laissent de plus en plus la place aux claviers et aux boîtes à rythmes.
« Sur cet album raconte  The Edge, on savait que le plus important c'était de transposer nos idées aussi fidèlement que possible. On ne pouvait pas se préoccuper de détails subtils du style, la guitare est peut-être un peu trop désaccordée ou quelqu'un a raté une mesure. Ce n'était pas important ça. C'est seulement qu'une fois l'album terminé, que je me suis rendu compte que tous mes disques préférés s'étaient faits très rapidement. Je pense à certains disques du Velvet Underground qui ont été enregistrés en huit heures. » 
Trois singles ont été tirés de Zooropa : Numb interprété par The Edge avec Bono et Larry Mullen en accompagnement, Lemon qui voit Bono chanter dans un registre élevé, le falsetto, et enfin le pop rock Stay (Faraway, So Close!) dont le clip a été réalisé par le cinéaste allemand Wim Wenders.
En ouverture du disque, la chanson-titre est construit à partir de deux morceaux de musique distincts. Le premier est une jam session enregistrée par le groupe à Dublin pendant les sessions de l’album. Le second est un soundcheck que le groupe a enregistré en tournée en Australie ou en Nouvelle-Zélande quelques années auparavant et que The Edge a trouvé en écoutant des enregistrements sur cassette de leurs soundchecks. Zooropa mêle des slogans publicitaires comme « Vorsprung durch Technik » pour les voitures Audi à des sons étranges, provenant du télescopage de voix s'évadant de radios et de télévisions qui occupe les deux premières minutes de ce morceau. « L'introduction était l'équivalent audio des visuels de Blade Runner » dit Bono. Les paroles, écrites par Bono, décrivent deux personnages dans une ville lumineuse dans une version futuriste de la société européenne.
Babyface est une chanson aux sonorités presque asiatiques. Elle a peut-être été inspirée au groupe par la fréquentation des top-models durant la tournée ZooTV entre 1992 et 1993. En dépit d'une mélodie attachante, Babyface pâtit un peu du mix de tout l’album qui fait la part belle aux sons électroniques et donne un aspect très artificiel à la batterie. « C'est une chanson sur le regard sans faire partie de l'image, sur la façon dont on joue avec les images [...], sur l'illusion du pouvoir » d'après Bono.

Le techno-rap hypnotique Numb est une chute d'Achtung Baby, anciennement appelée Down All The Days, qui a été retravaillée. C'est The Edge qui chante ce premier single de Zooropa. Il l'interprète d'une voix délibérément atone et détachée, comme pour résister à l'épreuve qu'il traverse alors dans sa vie privée. Numb déroule surtout une litanie d'ordres ironiques, se moquant du consumérisme passif et de la saturation médiatique. Une boucle rythmique contient un sample du film de propagande nazi de Leni Riefenstahl de 1934, Le Triomphe de la volonté. Ce n'est pas la première fois que The Edge est le chanteur principal d'un titre de U2. Auparavant, il avait interprété Seconds issu de l'album War et Van Diemen's Land, deuxième piste de Rattle and Hum. Mais c'est à ce jour, la seule fois où il est l'interprète principal du premier single d'un album de U2.

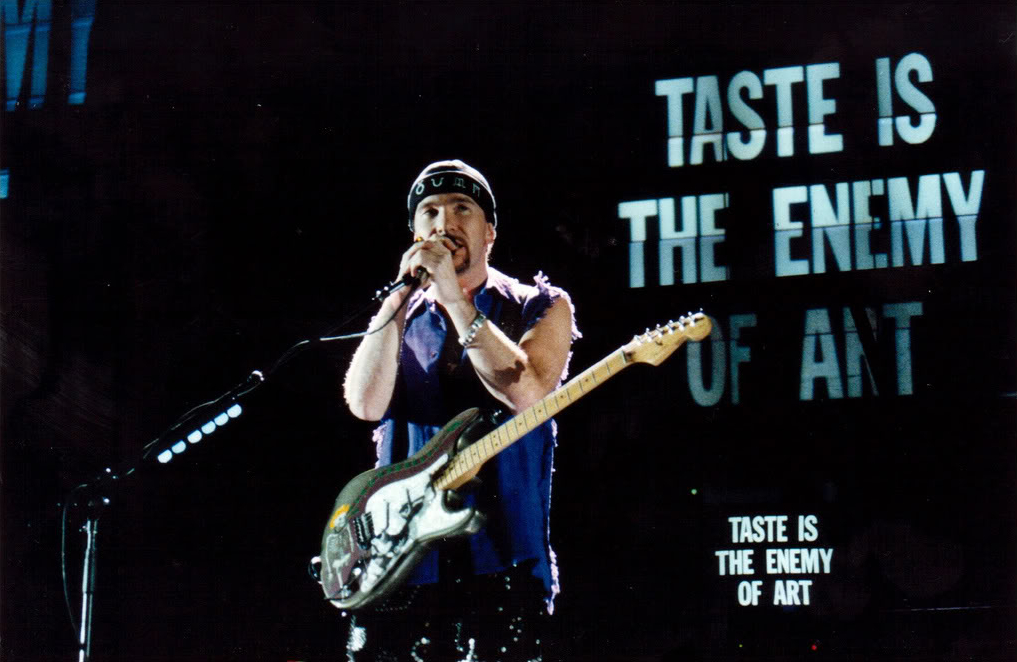
The Edge chante Numb lors du Zoo TV Tour à Melbourne, le 13 novembre 1993.

Second single, Lemon est une chanson pop synthétique. « Lemon a commencé comme un morceau disco avant que Brian Eno ne mette la main dessus » , dira l'ingénieur du son Flood. Il en résulte des rythmes souples, des vagues de guitare chatoyantes et une ligne de basse dub agile qui assure à Lemon une bonne place sur les compilations de grands DJ de 1993 sans besoin de remix. C'est une chanson à sens multiples. Elle parle de l'image de soi à travers le regard de l'autre. C'est aussi un hommage de Bono à sa maman qu’il a trop peu connu.
Stay (Faraway, So Close!) est une ballade de rock alternatif des années 1990. Elle a été ébauchée lors des sessions d'Achtung Baby  et s’intitulait alors « Sinatra ». Elle représentait une tentative de The Edge de « convoquer l’esprit du chanteur aux yeux bleus » avec une mélodie tout droit sortie de la Tin Pan Alley. Le morceau renaîtra quand le réalisateur Wim Wenders demandera à U2 d’écrire le thème principal de son film Faraway, So Close ! en 1993. La chanson a été ajoutée à Zooropa et est devenue le troisième et dernier single de l’album.
Daddy's Gonna Pay For Your Crashed Car s'ouvre par une fanfare empruntée à l'album Lenin's Favourite Songs. Puis, la rythmique propre à cet album joue d'un bruit obsédant de casseroles qui soutient la voix transformée de Bono. C'est une chanson étonnante qui touche à l'univers des accros à l'héroïne. Elle parle d'une femme préservée des conséquences de ses propres actes par un père protecteur et indulgent.
Some Days Are Better Than Others est délibérément désinvolte et artificiel, moulé à la perfection. « Je pense que c'est une chanson d'été. On s'amuse bien » dit Bono qui s'y parodie royalement. C'est la seule chanson de Zooropa à n'avoir jamais été joué en concert.
La ballade ambiante The First Time est d'après Bono « un instant poétique dans ces paysages futuristes ». Destinée à Al Green, elle est un retour fantomatique à The Joshua Tree, un Running To Stand Still en daguerréotype. The First Time se retrouvera sept années plus tard sur la bande originale du film The Million Dollar Hotel auquel participera le groupe et quelques invités comme Daniel Lanois ou Brad Mehldau.
Dirty Day est l'unique chanson classique de l'album sur laquelle U2 démontre qu'il pratique toujours le rock plus basique. Elle a été co-écrite par Bono et The Edge en hommage à l'auteur américain Charles Bukowski. La chanson se termine par cette phrase empruntée à l'écrivain : « The days run away like horses over the hills ».
The Wanderer en clôture de l'album, est un sermon électronique interprété par le chanteur de musique country Johnny Cash. Tout droit sorti du livre de l’Ecclésiaste, ce dernier chante l’errance « sous un ciel atomique » et prêche au rythme d’un synthé infernal. Bono lâche furtivement une vocalise à la fin du morceau. U2 a interprété The Wanderer en live pour la toute première fois le 16 novembre 2005, lors de l’émission « I Walk The Line : A Night For Johnny Cash » , en hommage au chanteur américain décédé deux ans auparavant.

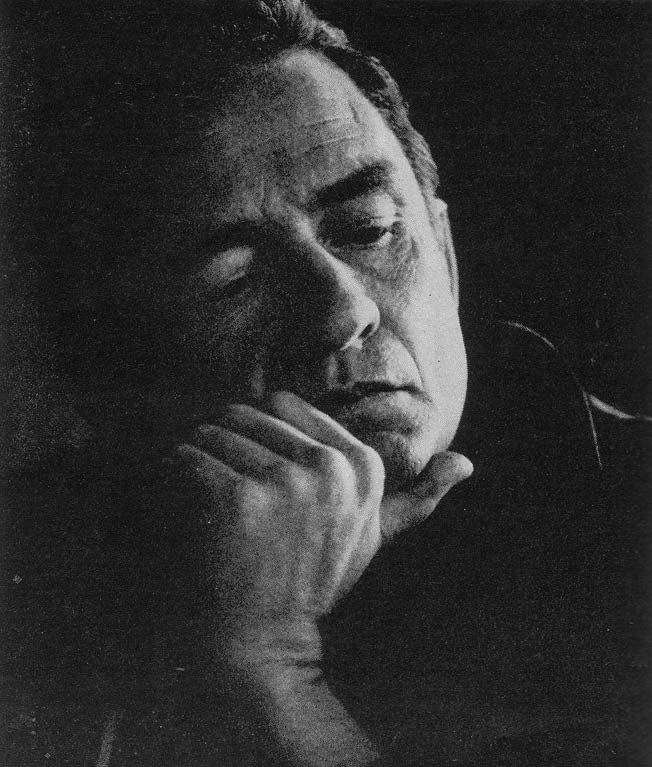
Johnny Cash, interprète du morceau The Wanderer.

Enfin, un morceau caché arrive 42 secondes après ce dernier titre :  une sonnerie d'alarme qui dure environ 30 secondes.

### Pochette de l'album
Le motif central de la pochette colorée de Zooropa est un bébé astronaute triste entouré par douze étoiles évoquant le drapeau européen. Ce design est bâti à partir d’un quadrillage d’images de la même manière qu’Achtung Baby. En première de couverture (mais de manière trouble) et au dos du boitier de l'album, on voit les portraits de Lénine, de Benito Mussolini et de Nicolae Ceaușescu alors qu'à la page 16 de la pochette, à droite des paroles de Some Days Are Better Than Others, apparaît le visage de Hitler.
Par ailleurs, quand on regarde bien la pochette de Zooropa, on remarque des formes violettes qui sont des lettres. Celles-ci sont des morceaux de titres de chansons non terminées par U2, qui sortiront entre 1995 et 1997. Ces inscriptions sont les suivantes : ISSMEKILLM en référence à Hold Me, Thrill Me, Kiss Me, Kill Me un morceau que The Edge n'a pu terminer durant les sessions de Zooropa et qui sera la chanson du film Batman Forever, ETDRESS en référence à If You Wear That Velvet Dress et WAKEUPDE en référence à Wake Up Dead Man , toutes les deux futures chansons de l'album Pop.

## Anecdote
En juin 1993, U2 sort la seule et unique VHS single de sa carrière. Il s'agit de Numb, incluant 3 vidéos dont les 2 clips du single et celui de Love Is Blindness[source insuffisante].

## Critiques, récompense et ventes
Zooropa a reçu des critiques généralement favorables de la presse spécialisée. Le magazine américain Rolling Stone lui a décerné la note de 4 étoiles sur 5 à sa sortie avec ce commentaire : « Le son des vérités qui se brisent, le moment où - alors que commence la descente vers l'abysse - l'exaltation et la peur sont indissociables ». U2 est aussi élu par les lecteurs de cette revue " meilleur groupe de rock du monde et Bono chanteur le plus sexy ". Jon Pareles du New York Times a félicité le groupe pour s'être transformé et devenir « rauque, ludique et prêt à abandonner ses vieilles habitudes ». Il a apprécié les sons et les effets électroniques qui rendent « le son d'un simple groupe de quatre hommes ... difficile à trouver ». Jon Pareles a dit enfin que « les nouvelles chansons semblent destinées non pas aux stades ... mais aux émissions de radio de fin de soirée et des écoutes privées avec des écouteurs. » Pour le magazine Spin, Zooropa est le « son d'un groupe qui perd sa peau. » En 2020, Thomas Peyton de Pitchfork parle d'un « album audacieux [...], une expérience de pop politique étonnamment bizarre et étrangement intime ».
En Angleterre, Peter Paphides dans le Melody Maker dit que « U2 est enfin tombé sur des vérités fondamentales et en a fait un bon album, bon sang. C'est un groupe que nous avons toujours fustigé pour son excès de sincèrité et ses fanfaronnades de stade. Soyons juste avec les gars. De là où je me trouve, on dirait que Bono a le dernier mot .» Plus mesuré, Stephen Dalton dans le New Musical Express écrit qu'« il y a de quoi justifier l'existence de l'album, mais tout juste. Ce sont les sons qui se logent dans la mémoire, pas les chansons...Malgré son isolement volontairement défoncé, il marche mieux quand il s'empare de quelque chose d'humain et démodé ». Enfin, plus sévère, John Mulvey d'Uncut (écrivant pour le NME à l'époque), parlent de « squelettes de chansons de U2, émaillées de parasites, sans final à escalader les murs d'amplis. »
En France, le journal Le Monde conclut sa chronique sur Zooropa en disant que « les faiblesses congénitales de U2 (textes un peu faibles, mélodies parfois répétitives) sont effacées par ce nouvel habillage aventureux. Ce n'est pas un disque aussi cohérent, aussi fort que Achtung Baby, il relève plutôt du carnet de notes que du chef-d'œuvre. Ce qui ne l'empêche jamais d'être constamment intéressant, souvent excitant ».
Le 1er mars 1994, Zooropa reçoit à New York le Grammy du meilleur album alternatif de l'année et le titre de premier album cyberpunk de l'histoire. Pour sa part, Stay (Faraway, So Close!) obtient une nomination dans la catégorie meilleure chanson originale, lors de la 51e cérémonie des Golden Globes le 22 janvier 1994 à Los Angeles. Mais c'est Streets of Philadelphia de Bruce Springsteen qui remporte le trophée. Quant aux ventes de l'album, elles atteignent rapidement les 7 millions d'exemplaires (environ 8 millions aujourd'hui).

## Classements de l'album et des singles

### L'album
À sa sortie, Zooropa a été numéro 1 dans de nombreux pays au monde : États-Unis, Australie, Autriche, Allemagne, Canada, France, Irlande, Nouvelle-Zélande, Pays-Bas, Royaume-Uni, Suède, Suisse. Il a été classé no 3 en Norvège.
| Pays                          | Positions |
| ----------------------------- | --------- |
| Australie - ARIA Charts       | 1         |
| Autriche - Ö3 Austria Top 40  | 1         |
| Canada - Canadian RPM 100     | 1         |
| Pays-Bas - MegaCharts         | 1         |
| France - SNEP                 | 1         |
| Allemagne - GfK Entertainment | 1         |
| Nouvelle-Zélande - RIANZ      | 1         |
| Suède - Sverigetopplistan     | 1         |
| Royaume-Uni - UK Albums Chart | 1         |
| États-Unis - Billboard 200    | 1         |

### Les singles
Les trois singles ont rencontré un certain succès lors de leur sortie :
- Numb : no 7 en Australie, no 9 au Canada, no 13 en Nouvelle-Zélande, no 44 en France.
- Lemon : no 4 en Nouvelle-Zélande, no 6 en Australie, no 20 au Canada, no 69 en France.
- Stay (Faraway, So Close!) : no 1 en Irlande, no 4 au Royaume-Uni, no 5 en Australie, no 6 en Nouvelle-Zélande, no 10 aux Pays-Bas, no 13 en Suède, no 14 en France, no 14 au Canada, no 61 aux États-Unis.

## Zoo TV: suite et fin
La tournée Zooropa est incluse dans le gigantesque spectacle Zoo TV qui a débuté en 1992 pour promouvoir l'album Achtung Baby. Après une coupure entre novembre 1992 et mai 1993, le Zoo TV reprend sous le nom de Zooropa Tour le 9 mai à Rotterdam juste avant la sortie du disque. Changeant plusieurs fois de noms, la tournée se termine finalement à Tokyo le 10 décembre 1993. Some Days Are Better Than Others et The Wanderer sont les seuls morceaux de l'album qui n'ont pas été interprétés sur la scène du Zoo TV.

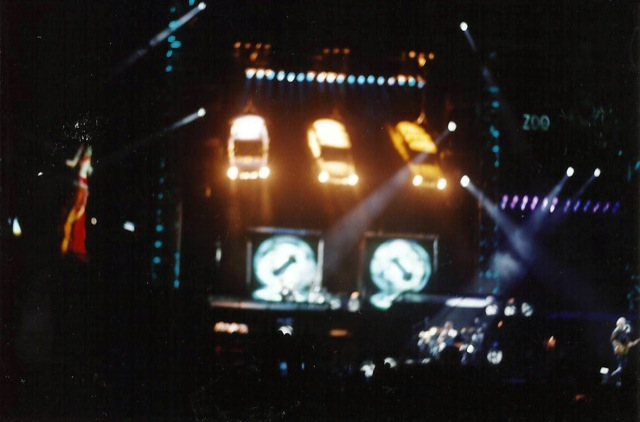
Zooropa Tour le 15 mai 1993 à Lisbonne.

## Zooropavu par Bono en 2006
« Je considérais Zooropa comme une œuvre géniale », a déclaré Bono en 2006. « Je pensais vraiment que notre aise à composer des chansons pop équivalait nos capacités à expérimenter et que c’était notre Sgt Pepper. J’avais tort à ce sujet. »

## Rééditions
Zooropa est réédité en vinyle le 27 juillet 2018. En octobre 2023, pour célébrer les 30 ans de l'album, une réédition limité sort et comprend un vinyle jaune transparent.

## Liste des titres
Toute la musique est composée par U2.
| 1.    | Zooropa                                | Flood               | 6:31 |
| 2.    | Babyface                               | Flood               | 4:01 |
| 3.    | Numb                                   | Robbie Adams        | 4:20 |
| 4.    | Lemon                                  | Flood               | 6:58 |
| 5.    | Stay (Faraway, So Close!)              | Flood               | 4:58 |
| 6.    | Daddy's Gonna Pay for Your Crashed Car | Flood               | 5:20 |
| 7.    | Some Days Are Better Than Others       | Robbie Adams        | 4:17 |
| 8.    | The First Time                         | Flood               | 3:45 |
| 9.    | Dirty Day                              | Robbie Adams        | 5:24 |
| 10.   | The Wanderer (featuring Johnny Cash)   | Flood, Robbie Adams | 5:41 |
| 51:15 |                                        |                     |      |

Après la fin de The Wanderer, un morceau caché propose une alarme comme celles utilisées par les DJ.

## Crédits
U2
- Bono - chant, guitare
- The Edge - guitare, piano, synthétiseurs, chœurs
- Adam Clayton - basse
- Larry Mullen Jr. - batterie, percussions, chœurs

musiciens invités
- Brian Eno – synthétiseurs, piano, sons d'arcades, chœurs, programmation, cordes, harmonium
- Des Broadbery – programmation (2, 6, 7)
- Flood – programmation (6, 10)
- Johnny Cash – chant sur The Wanderer